# A Cure for Wellness
A Cure for Wellness (bra: A Cura) é um filme de terror psicológico de 2016 dirigido por Gore Verbisnki e roteirizado por Justin Haythe, baseado na história co-escrita por Haythe e Verbinski, onde ambos foram inspirados pela novela de Thomas Mann "The Magic Mountain". de 1924. Estrelando Dane DeHaan, Jason Isaacs e Mia Goth, o enredo é sobre um jovem executivo que é enviado para "salvar" um colega de trabalho de um misterioso centro de reabilitação nos Alpes suíços.
Com uma co-produção estadunidense, alemã e luxemburga, o filme foi filmado em diversas localidades na Alemanha, incluindo o Castelo de Hohenzollern em Baden-Württemberg.
O filme foi lançado em 17 de fevereiro de 2017 pela 20th Century Fox e recebeu diversos tipos de críticas, que enquanto elogiavam o visual, cinematografia, perfomance e a sua ambição, criticavam a sua duração, o seu roteiro e estrutura.

## Enredo
Lockhart, é um executivo de uma empresa de finanças de Nova Iorque, que é mandado pelos diretores da empresa para trazer de volta o CEO Roland Pembroke, que decidiu se internar numa clínica de reabilitação nos Alpes suíços. Nesse "spa", Lockhart com a intenção de falar com Pembroke é barrado pelo diretor da clínica Dr. Heinreich Volmer.
Sem sucesso, Lockhart vai embora, porém no caminho se envolve num acidente de carro e acorda dentro da clínica -supostamente três dias depois- com sua perna quebrada e  engessada. Embora o grave acidente, tanto Lockhart quanto o motorista sofreram apenas ferimentos leves. Lockhart conhece uma garota chamada Hannah que se dosa com um líquido misterioso vindo de pequenas garrafas esverdeadas.
A paciente Victoria Watkins e os moradores próximos da cidade deixam Lockhart impressionado com a história da clínica. Ela foi construída nas ruinas de um castelo que pertencia a um barão há 200 anos atrás, que decidiu ter uma linhagem familiar pura através do incesto, sendo assim casou-se com sua própria irmã. Após descobrir que ela era infértil, ele começou a realizar experimentos diabólicos com os camponeses para achar uma cura. Ele obteve sucesso, porém após os camponeses terem descobertos corpos cuidadosamente enterrados de suas  vítimas atearam fogo no castelo, capturaram o a esposa grávida do barão e abortaram o bebê antes de a queimarem na fogueira. O bebê foi jogado num aquífero, mas por algum motivo ele sobreviveu.
Lockhart tenta escapar da clínica, porém descobre que ninguém é permitido sair dela. Depois de presentear Hannah com uma estatueta de uma bailarina, ele vai com ela de bicicleta até a cidade a procura de ajuda, deixando-a em um bar e indo atrás de um tradutor para o dossiê médico de Pembroke que estava escrito em alemão. Ele descobriu que os pacientes do spa sofrem de desidratação mesmo bebendo a água do aquífero. Hannah, que permaneceu no spa por toda sua vida, explora pela primeira vez um bar e atrai a atenção dos locais. Lockhart volta e entra numa briga com um homem que estava dançando com Hannah. Ele é salvo por Dr. Volmer, que é temido pelos moradores.
Lockhart descobre que a ala de transfução do spa é nada mais do que um local onde era praticado experimentos médicos macabros, e que a água do aquífero possuia propriedades únicas que mesmo tóxicas para humanos, tinham propriedades curadoras. O barão tinha desenvolvido um processo de filtração e destilação desse líquido usando corpos humanos assim podendo produzir a "essência da vida"; Volmer usava os pacientes como filtros durante esse processo.
Essa "cura" é ingerida por Hannah, Volmer, e a gerência da clínica que obtinham grande longevidade. Lockhart descobre que sua perna não estava quebrada e que estava sendo feito de prisioneiro. Volmer manda Lockhart para tratamentos macabros, onde tem um sua mente distorcida até o ponto de acreditar que estava louco. Hannah percebe essa mudança e devolve a Lockhart a estatueta da bailarina, que fez com que recuperasse sua memória.
Hannah tem sua primeira menstruação (menarca), e Volmer se casa com ela. Durante a cerimônia, Volmer a leva para um quarto secreto nas ruinas do castelo onde começa a estupra-la. Lockhart invade o escritório de Volmer onde descobre que Volmer é o barão e Hannah é a sua filha, a mesma que quando bebê havia sido jogada dentro do aquífero, e que ambos tiveram envelhecido devagar por causa do líquido que ingeriam, a "essência da vida". Ainda em choque com essa informação, Lockhart confronta Volmer dentro do quarto.
Durante a luta o rosto de Volmer é revelado ser uma máscara que escondia suas queimaduras. Lockhart ateia fogo em Volmer e no castelo, porém é capturado por Volmer. Hannah mata o pai, que cai no aquífero e é devorado pelas enguias, e salva Lockhart. Os dois escapam da clínica de bicicleta enquanto ela pegava fogo e batem no carro dos chefes de Lockhart, que vieram para buscar ele e Pembroke. Lockhart diz aos diretores que Pembroke morreu, e é ordenado entrar no carro, porém não entra e vai embora de bicicleta com Hannah, sorrindo por ter finalmente escapado da clínica.

## Elenco
- Dane De Haan como Lockhart
  - Douglas Hamilton como Lockart aos 9 anos de idade.
- Jason Isaacs como Dr. Heinrich Volmer/Barão von Reichmerl
- Mia Goth como Hannah von Reichmerl
- Harry Groener como Roland Pembroke
- Celia Imrie como Victoria Watkins
- Adrian Shiller como Vice Diretor
- Ivo Nandi como Enrico
- Ashok Mandanna como Ron Nair
- Tomas Norström como Frank Hill
- David Bishins como Hank Green
- Carl Lumbly como Wilson
- Lisa Banes como Hollis (seu último papel no cinema antes da sua morte em Junho de 2021)
- Godehard Giese como Técnico
- Magnus Krepper como Pieter The Vet
- Tom Flynn como Humphrey
- Eric Todd como Josh
- Jason Babinsky como Carl
- Johannes Krisch como Zelador
- Rebecca Street como a mãe de Lockhart
- Bert Tischendorf como o pai de Lockhart
- Michael Mendl como o dono do bar.

## Produção

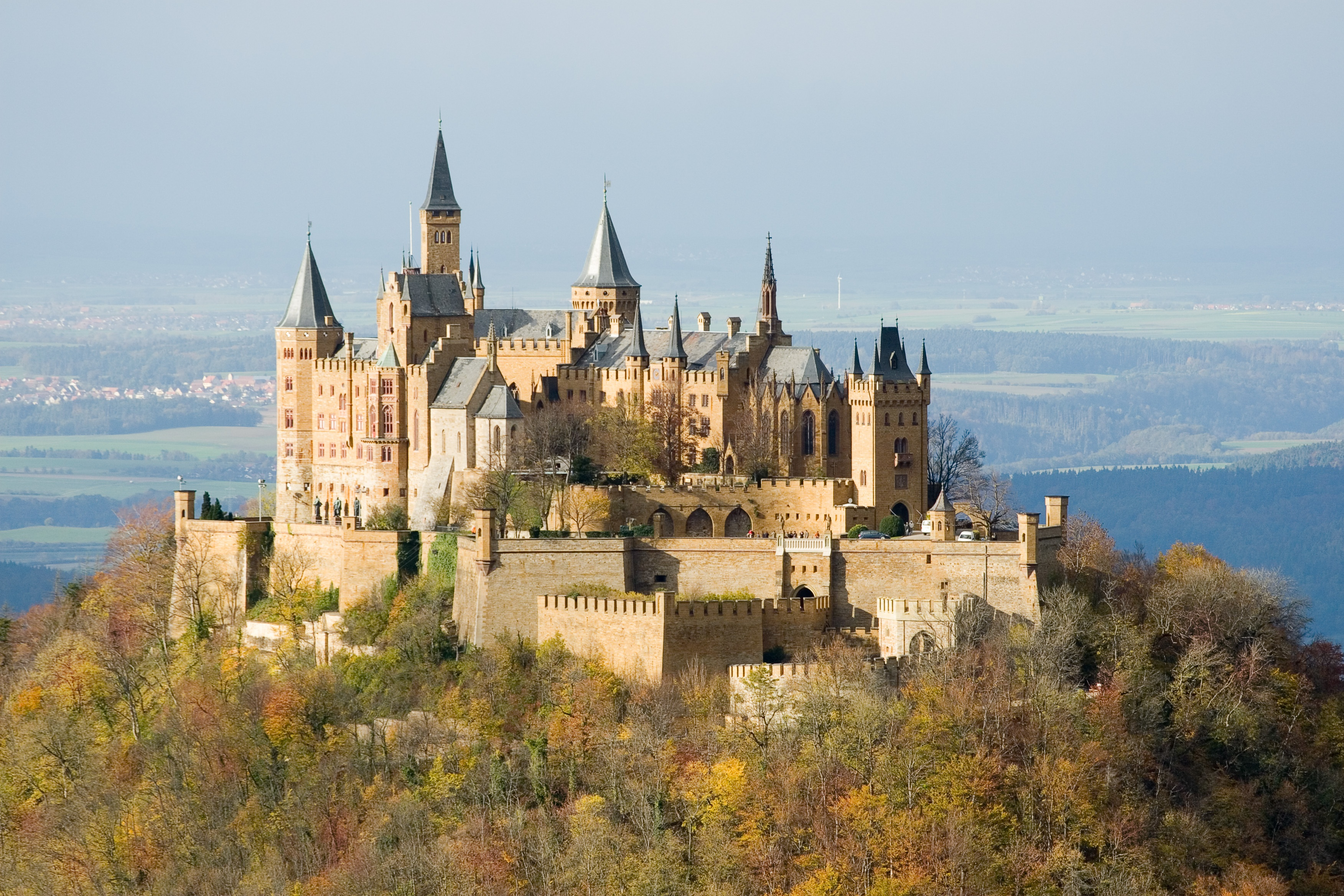
O Castelo de Hohenzollern serviu como local de filmagem.

O roteiro para A Cura foi escrito por Justin Haythe, e baseado na história criada por Haythe e Verbinski, ambos inspirados na novela de Thomas Mann, The Magic Mountain (A Montanha Mágica), de 1924. O enredo principal da novela de Mann envolve um sanatório nos Alpes suíços. O filme é protagonizado por Dane DeHann e Mia Goth, que foram anunciados em abril de 2015, Jason Isaacs foi incluído no elenco em Junho.
A filmagem do filme começou no dia 22 de junho de 2015, e foi feita inicialmente no Babelsberg Studio (co-produção) em Potsdam, Alemanha.
A parte restante da filmagem foi feita no Castelo Hohenzollern, no município alemão de Bisingen. Eve Stewart, a cenógrafa, escolheu o castelo dentro vários outros porque: "mesmo parecendo assustador de início, ele nos dá a impressão de ser uma espécie de santuário moderno da vida que todos nós gostáriamos de ter." O castelo foi fechado ao público durante a filmagem que ocorreu do dia 13 até o dia 24 de julho de 2015. Além de Hohenzollern, algumas parte do filme foram filmadas em Saxônia-Anhalt e Zella-Mehlis, na Alemanha. Um hospital abandonado em Beelitz-Heilstätten, na Alemanha, serviu como local de filmagem para maioria dos interiores da clínica. O filme arrecadou 8,1 milhões de euros, do Fundo Federal Alemão de Cinema (FFAC), além de 500,000 euros do Medieboard Berlin-Brandenburg.
Benjamin Wallfisch compôs a trilha sonora do filme, junto com maestro Gavin Greenaway e a Orquestra de Câmara de Londres na Abbey Road Studios.
As cenas do tanque de água levaram duas semanas para serem filmadas. DeHaan e o diretor se comunicavam através de um intercom, e DeHaan usava um arnês uma cinta de postura conectada com cabos ligados a um tanque de oxigênio.
Os diretores usaram uma furadeira na cena em que Dr. Brennan, o dentista da clínica, fura o dente saudável de Lockhart sem anestesia. De acordo com DeHann, ele estava genuínamente nervoso e sua reação foi usada na filmagem. Verbinski afirmou que a cena tinha manipulação e DeHann afirmou que a cena não era totalmente manipulada. DeHaan filmou a cena usando uma mordaça dentária e amarrado na cadeira.
Na cena do acidente de carro, DeHaan foi colocado numa armadura de proteção descrita por Bryan Alexander do USA Today, como sendo parecida a uma rotisserie antes de começar a girar. DeHaan afirmou que deslocou seu braço, porém o colou de volta.
Os atores alemães usados na cena onde Lockhart é agredido por idosos, não tinham nenhuma experiência como atores. Alexander escreveu que essa cena "noi foi tão torturante quanto parece."
A trilha sonora de A Cura foi composta por Benjamin Wallfisch e gravada na Abbey Road Studios em Londres. Foi lançada pela Milan Records em 17 de fevereiro de 2017. O álbum da trilha sonora conta com uma versão reduzida da canção "I Wanna be Sedated" dos Ramones, que foi performada por Mirel Wagner.

## Estréia
A pré-estréia do filme foi no Alamo Drafthouse Cinema em Austin, Texas, em 10 de dezembro de 2016, como parte do Butt-Numb-A-Thon Film Festival. Posteriormente foi lançado nos cinemas dos Estados Unidos em 17 de fevereiro de 2017, pela 20th Century Fox, depois de ter sido previsto o lançamento para o dia 23 de setembro de 2016.
Nos Estados Unidos, a 20th Century Fox lançou um comercial exclusivo com 40 segundos de duração durante o 51º Super Bowl no dia 5 de fevereiro de 2017, que se assemelhava a uma propaganda de medicamento. Um artigo na Vulture analisou o comercial e afirmou: "Esse anúncio que foi ao ar essa noite durante o Super Bowl talvez tenha enganado você, fazendo você achar que era apenas um comercial para um novo remédio assustador, provavelmente não aprovado pelo FDA. Mas descobre que na verdade você estava assistindo um trailer de um novo filme de terror.
Dois dias antes da pré-estréia nos Estados Unidos, o The New York Times reportaram que a 20th Century Fox tinham criado um grupo de sites com fake news como parte de uma campanha de marketing para o filme A Cura. O trailer do filme também ganhou atenção por ter exibido a cena onde Mia Goth estava imersa numa banheira cheia de enguias.

## Recepção

### Bilheteria
A Cura arrecadou 8.1 milhões de dólares nos Estados Unidos e no Canada, e 18.4 milhões de dólares em outros países totalizando um ganho de 26.5 milhões de dólares, contra um orçamento de produção de 40 milhões de dólares.
Nos Estados Unidos e no Canadá, o filma foi estimado arrecadar entre 6 a 8 milhões de dólares em cerca de 2,700 cinemas na semana de estréia. No entanto, depois de ter arrecadado somente 300,000 mil dólares na pré-estreia exibida nas noites de quinta-feiras e 1.5 milhões de dólares no primeiro dia, as exibições nos finais de semana foram estimadas em 4 milhões de dólares. O filme acabou estreando com 4.2 milhões de dólares, ficando em 10º lugar em bilheteria.
Na sua terceira semana de lançamento o filme foi retirado de 97,8% dos cinemas (de 2,704 cinemas, apenas 88 ainda exibiam) e arrecadou apenas 31,346 dólares, ficando marcado na história como a segunda maior queda de exibições na terceira semana de exibições (ficando apenas atrás do filme Live By Night).

### Crítica
A Cura recebeu críticas mistas, com elogios pelo seus visuais, cinematografia, perfomances e ambição, porém críticas por sua duração, enredo e estrutura. Críticos notaram elementos "Lovecraftianos". No agregador de críticas, Rotten Tomatoes, o filme teve 42% de aprovação baseado em 202 análies, com uma média de classificação de 5.32/10. O consenso crítico do senso afirmou: "A Cura carrega grande estilo visual, porém perde no seu enredo previsível, cujas reviravoltas (plots) e sustos foram desperdiçados." No Metacritic, o filme tem a classificação de 47/100, baseado em 40 críticas, indicando "análises mistas". No CinemaScore a audiência classificou o filme numa média de "C+" numa escala de A+ a F.
A. O. Scott do The New York Times comparou o filme com as obras de Martin Scorsese e Guillermo del Toro, escrevendo: "De modo geral, muito divertido, sério, pensei que duas horas e meia seria diversão demais para uma pessoa. É provável que você se sinta que esta na companhia de amigo cinéfilo maluco falando sem parar sobre as suas cenas favoritas totalmente desordenado. Mesmo assim, você admira sua devoção, seu gosto e sua formação, mas no final provavelmente a experiência dele será mais satisfatória do que pra você." Justin Chang do Los Angeles Times escreveu que a primeira hora do filme "carrega uma tensão assustadora e sombria que te leva imediatamente a um terror absoluto." porém finalizou: "Os terrores que nós vemos em A Cura, não são tão aterrorizantes quanto bonitos, porém não tão bonitos quanto arbitrários." Andrew Lapin do National Public Radio escreveu que o "rosto juvenil e impactante de DeHaan nos dá a impressão de alguém fora do seu elemento", porém sentiu que o filme era longo demais e muito previsível.
| “ | Josephine Livingstone criticou a conclusão do filme: "O final pobre é uma grande vergonha. Para Verbinski invoca um grande panteão de histórias para falar sobre questões papais, sim, mas mais importante para falar sobre capitalismo. No filme, duas tensões de ganhar dinheiro competem. Os serviços financeiros vão contra a indústria do bem-estar em um duelo totalmente binarístico: cidade versus topo da montanha, terno versus jaleco branco, agressão versus docilidade. Ambas as indústrias exploram aqueles de quem lucram, e "Uma cura para o bem-estar" está em seu melhor ao mostrar como as filosofias contemporâneas de “saúde e riqueza” são, no fundo, o mesmo pecado de sempre. " Moira Macdonald de The Seattle Times criticou o tempo de execução do filme, observando: "Se Verbinski pudesse ter cortado cerca de uma hora do filme (que pesa corpulentos 146 minutos), ele poderia ter algo ... [parece] incrível - claramente o dinheiro foi gasto em valores de produção, o que é sempre agradável surpresa em um filme não-franquia ... E a primeira metade do filme cria bem uma tensão delicada e elegante. " Tim Holland de TV Guide premiou o filme com três de cinco estrelas, escrevendo: | ” |

Escrevendo para o TheWrap, Alonso Duralde elogiou a produção de design, porém criticou a narrativa, dizendo: "Enquanto o filme é sobre pessoas que estão felizes por terem sido tiradas do mundo, sem saberem que estavam envolvidas em algo macabro, muitos espectadores estarão dispostos a saírem."

### Mídia física
O filme foi lançado no Blu-Ray e DVD na América do Norte pela 20th Century Fox no dia 6 de junho de 2017. O Blu-ray conta com cenas deletadas, trailers teatrais e materiais bonus, assim como as cópias digitais e DVD.